# Protorhopala sexnotata
Protorhopala sexnotata là một loài bọ cánh cứng trong họ Cerambycidae.